# پاب‌مد
پاب‌مِد (به انگلیسی: PubMed) یک موتور جستجوی تحت وب رایگان است که دسترسی به چندین پایگاه داده اصلی در گستره وسیعی از رشته‌های علوم پزشکی و زیست‌شناسی را فراهم می‌کند. پاب‌مِد توسط کتابخانه ملی پزشکی (National Library of Medicine - NLM) وابسته به مرکز ملی اطلاعات زیست‌فناوری (National Institute of Health- NIH) ایالات متحده آمریکا نگهداری و بروزرسانی می‌شود.
اصلی‌ترین پایگاه داده پاب‌مِد، مدلاین نام دارد که مهم‌ترین و معروفترین پایگاه داده اطلاعات کتاب‌شناختی مقالات زیست-پزشکی است و به همین دلیل در برخی موارد دو واژه پاب‌مِد و مدلاین به جای یکدیگر بکار میروند. علاوه بر مدلاین پایگاه‌های داده دیگری هم از طریق این موتور جستجو قابل دسترس هستند. تا تاریخ ۱۱ جولای ۲۰۱۷ پاب‌مِد دسترسی به بیش از ۲۸
میلیون رکورد اطلاعاتی مربوط به سال‌های ۱۹۶۶ به بعد را فراهم می‌کرد که قدیمی‌ترین آن‌ها به سال 1803 بازمی‌گردد. پاب‌مِد به هر رکورد نمایه شده در پایگاه دادگانش یک شناسه یکتای هشت رقمی اختصاص می‌دهد که به نام شناسه پاب‌مِد (PubMed Identifier - PMID) شناخته می‌شود.

## تاریخچه
تاریخچه نمایه سازی کتب و مقالات پزشکی به  سال ۱۸۳۶ میلادی بازمی‌گردد، زمانی که کتابخانه پزشکی ارتش آمریکا بنیان نهاده شد. یکی از خدمات ماندگار این کتابخانه، تهیه و انتشار فهرست موضوعی مقالات پزشکی بود که ایندکس مدیکوس (Index Medicus) نام گرفت. در سال ۱۹۵۶ این کتابخانه به کتابخانه ملی پزشکی آمریکا (NLM) تبدیل شد. همگام با گسترش فناوری رایانه در بخش‌های گوناگون و رشد روزافزون انتشارات مقالات جدید، نیاز به مکانیزه کردن فرآیند ذخیره و بازیابی اطلاعات ایندکس مدیکوس احساس شد. این پروژه که مدلارس (MEDLARS) نامگذاری شد، نخستین گام در کامپیوتری کردن پایگاه داده کتابخانه ملی پزشکی آمریکا بود و تنها توسط کارشناسان این کتابخانه قابل دسترس بود. با راه‌اندازی این سیستم پژوهشگران از سراسر دنیا درخواست خود برای جستجوی موضوع مورد نظر خود را به کتابخانه ملی پزشکی آمریکا می‌فرستادند. کارشناسان کتابخانه جستجو را انجام داده، نتایج را روی بر روی کاغذ  چاپ کرده و برای آن‌ها با پست ارسال می‌کردند. هزینه هر درخواست جستجو برای مدلارس در آن زمان حدود ۱۴ پوند انگلیس بود که با ارزش کنونی حدود ۲۰۰ پوند می‌باشد.

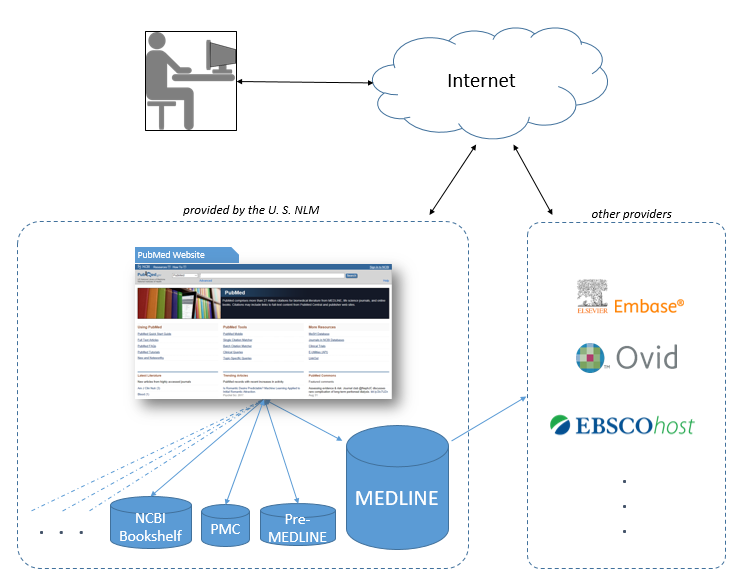
ارتباط پابمد با مدلاین و تفاوت آنها

با پیشرفت فناوری ارتباطات و افزایش نیاز به دسترسی به این پایگاه داده از سوی مراکز علمی پژوهشی، در سال ۱۹۷۱یک شبکه مخابراتی اختصاصی برای دسترسی برخط به این پایگاه داده راه اندازی شد و پژوهشگران دانشگاه‌ها و مراکز علمی بزرگ آمریکا با اتصال به این شبکه قادر شدند تا جستجوهای خود را از راه دور بر روی این پایگاه داده انجام دهند. این سامانه مدلارس برخط (MEDlars onLINE) یا به اختصار مدلاین (MEDLINE) نامیده شد. از آنجا که هزینه ارتباط مخابراتی با سامانه مدلاین نسبتاً زیاد بود و امکان این ارتباط بنا به دلایل فنی برای خیلی از مراکز فراهم نبود، در گام بعدی برای افزایش دسترسی به مدلاین به صورت آفلاین، این پایگاه داده به صورت سالیانه بر روی سی دی تهیه و منتشر میشد. یکی از ناشرین معروف مدلاین بر روی سی دی، شرکت سیلور پلاتر  بود که فراهم‌کنندهٔ اصلی این سرویس برای دانشگاه‌های ایران بود.  
با پیدایش شبکه اینترنت، کتابخانه ملی پزشکی آمریکا در سال ۱۹۹۷ دسترسی رایگان به پایگاه داده مدلاین را از طریق اینترنت برای همگان  فراهم کرد. این پروژه که مدلاین عمومی یا به اختصار پاب‌مِد (Public Medline - PubMed) نامیده شد، توسط معاون رئیس‌جمهور وقت آمریکا افتتاح شد. از آنجا که در ابتدای راه اندازی، مدلاین تنها پایگاه داده سامانه پابمد بود، دو واژه پاب‌مِد و مدلاین در خیلی از موارد همتای هم در نظر گرفته می شد و میتوانست به جای یکدیگر به کار رود. بعدها پایگاه‌های داده دیگری، علاوه بر مدلاین، به پاب‌مِد افزوده شدند. بدین ترتیب عبارت جستجوی وارد شده در پاب‌مِد علاوه بر پایگاه داده مدلاین، به‌طور هم‌زمان در چندین پایگاه داده دیگر نیز جستجو می‌شود. از سوی دیگر کتابخانه ملی پزشکی آمریکا پایگاه داده مدلاین را در اختیار شرکت‌های دیگری همچون الزویر (Elsevier) و ابسکو  (Ebsco)قرار داد تا دسترسی به آن را  از موتور جستجوی (Embase and Ebsco host) خود فراهم کنند. از آنجا که الگوریتم‌های به کار رفته در موتورهای جستجوی گوناگون با هم متفاوت هستند، نتایج بدست آمده از جستجوی مدلاین با کلید واژه‌های یکسان از این محیط‌ها می‌تواند با یکدیگر متفاوت باشد.

## ویژگی‌ها

### جستجوی ساده
جستجوی ساده در پاب‌مِد با وارد کردن واژگان کلیدی مربوط به موضوع مورد نظر در پنجرهٔ جستجو صورت می‌گیرد. لیست نتایج جستجو به صورت پیش‌فرض بر پایه تاریخ ورود به پایگاه داده از جدیدترین به قدیمی‌ترین مرتب می‌شوند که این ترتیب نمایش می‌تواند با توجه به نیاز به کاربر تغییر یابد. یک ویژگی یکتای این موتور جستجو مرتب کردن نتایج جستجو بر پایه نویسنده آخر است که در سایر موتورهای جستجوی علمی دیده نمی شود. 
یکی دیگر از ویژگی‌های پاب‌مِد بهره‌گیری از واژگان کنترل شده سرفصل موضوعی پزشکی یا مش (Medical Subject Heading - MeSH) می‌باشد. این ویژگی به کاربران کمک می‌کند تا مقالاتی که مرتبط با موضوع مورد جستجو می‌باشند ولی از واژگان کلیدی متفاوتی استفاده کرده‌اند را بتوانند پیدا کنند. یک ویژگی بسیار مهم دیگر پاب‌مِد نگاشت خودکار واژگان کلیدی (Auto Term Mapping) می‌باشد بدین صورت که اگر برای واژگان کلیدی وارد شده فیلد جستجوی خاصی مشخص نشده باشد واژگان کلیدی وارد شده طی یک فرایندی به فیلدهای جستجوی مناسبی نگاشته (Mapped) می‌شوند و نتایج آن‌ها با هم ترکیب می‌شوند.

پاب‌مِد یکی از مهمترین پایگاه‌های نگهداری مقاله‌های زیستی و پزشکی است.

### جستجوی پیشرفته
در جستجوی پیشرفته امکانات گوناگونی برای انتخاب فیلدهای مورد نظر همچون عنوان مقاله، نام نویسنده، نام ژورنال و تاریخ انتشار برای جستجو در اختیار کاربر قرار می‌گیرد.

### نشریات علمی ایرانی در پاب‌مِد
به گزارش سامانه ژورنال یاب در ایران حدود 80 نشریه علمی در پایگاه پاب‌مِد نمایه می‌شوند که لیست آنها در زیر معرفی شده‌اند:
| صاحب امتیاز                                        | نام مجله                                                            |
| موسسه تحقیقات واکسن و سرم‌سازی رازی                 | Archives of Razi Institute                                          |
| مرکز مطالعات و برنامه ریزی شهر تهران               | International Journal of Human Capital in Urban Management          |
| پژوهشگاه ملی مهندسی ژنتیک و زیست فناوری            | Iranian Journal of Biotechnology                                    |
| دانشگاه شیراز                                      | Iranian Journal of Veterinary Research                              |
| انجمن علمی شیمی ایران                              | Journal of the Iranian Chemical Society JICS                        |
| دانشگاه شیراز                                      | Molecular Biology Research Communications                           |
| دانشگاه ارومیه                                     | Veterinary Research Forum                                           |
| دانشگاه علوم پزشکی اصفهان                          | Advanced Biomedical Research                                        |
| دانشگاه علوم پزشکی تبریز                           | Advanced Pharmaceutical Bulletin                                    |
| انجمن رژیونال آنستزی و درد ایران                   | Anesthesiology and Pain Medicine                                    |
| دانشگاه علوم پزشکی شهید بهشتی                      | Archives of Academic Emergency Medicine                             |
| دانشگاه علوم پزشکی مشهد                            | Archives of Bone and Joint Surgery                                  |
| فرهنگستان علوم پزشکی                               | Archives of Iranian Medicine                                        |
| دانشگاه علوم پزشکی مشهد                            | Asia Oceania Journal of Nuclear Medicine and Biology                |
| جهاد دانشگاهی                                      | Avicenna Journal of Medical Biotechnology                           |
| دانشگاه علوم پزشکی مشهد                            | Avicenna Journal of Phytomedicine                                   |
| دانشگاه علوم پزشکی ایران                           | Basic and Clinical Neuroscience                                     |
| دانشگاه علوم پزشکی تبریز                           | BioImpacts                                                          |
| دانشگاه علوم پزشکی شیراز                           | Bulletin of Emergency and Trauma                                    |
| دانشگاه علوم پزشکی بابل                            | Caspian Journal of Internal Medicine                                |
| پژوهشگاه رویان، جهاد دانشگاهی                      | Cell Journal                                                        |
| دانشگاه علوم پزشکی تهران                           | Current Journal of Neurology                                        |
| دانشگاه علوم پزشکی مازندران                        | Current Medical Mycology                                            |
| دانشگاه علوم پزشکی تهران                           | DARU Journal of Pharmaceutical Sciences                             |
| دانشگاه علوم پزشکی اصفهان                          | Dental Research Journal                                             |
| دانشگاه علوم پزشکی تهران                           | Frontiers in Dentistry                                              |
| دانشگاه علوم پزشکی فسا                             | Galen Medical Journal                                               |
| دانشگاه علوم پزشکی شهید بهشتی                      | Gastroenterology and Hepatology From Bed to Bench                   |
| محمد جواد زیبایی نژاد                              | International Cardiovascular Research Journal                       |
| دانشگاه علوم پزشکی شیراز                           | International Journal of Community Based Nursing and Midwifery      |
| دانشگاه علوم پزشکی شهید بهشتی                      | International Journal of Endocrinology and Metabolism               |
| پژوهشگاه رویان، جهاد دانشگاهی                      | International Journal of Fertility and Sterility                    |
| دانشگاه علوم پزشکی تهران                           | International Journal of Hematology-Oncology and Stem Cell Research |
| دانشگاه علوم پزشکی بابل                            | International Journal of Molecular and Cellular Medicine            |
| مرکز آموزشی درمانی، پیوند اعضا ابوعلی سینا         | International Journal of Organ Transplantation Medicine             |
| دانشگاه علوم پزشکی اصفهان                          | International Journal of Preventive Medicine                        |
| دانشگاه علوم پزشکی شهید صدوقی یزد                  | International Journal of Reproductive BioMedicine                   |
| انستیتو پاستور ایران                               | Iranian Biomedical Journal                                          |
| دانشگاه علوم پزشکی تهران                           | Iranian Journal of Allergy, Asthma and Immunology                   |
| دانشگاه علوم پزشکی مشهد                            | Iranian Journal of Basic Medical Sciences                           |
| انجمن اعصاب کودکان                                 | Iranian Journal of Child Neurology                                  |
| دانشگاه علوم پزشکی شیراز                           | Iranian Journal of Medical Sciences                                 |
| انجمن علمی میکروب شناسی ایران                      | Iranian Journal of Microbiology                                     |
| دانشگاه علوم پزشکی اصفهان                          | Iranian Journal of Nursing and Midwifery Research                   |
| دانشگاه علوم پزشکی مشهد                            | Iranian Journal of Otorhinolaryngology                              |
| انجمن انگل شناسی ایران                             | Iranian Journal of Parasitology                                     |
| انجمن علمی آسیب شناسی ایران                        | Iranian Journal of Pathology                                        |
| دانشگاه علوم پزشکی شهید بهشتی                      | Iranian Journal of Pharmaceutical Research                          |
| دانشگاه علوم پزشکی تهران                           | Iranian Journal of Psychiatry                                       |
| انجمن علمی بهداشت ایران                            | Iranian Journal of Public Health                                    |
| انجمن پریودنتولوژی ایران                           | Journal of Advanced Periodontology and Implant Dentistry            |
| دانشگاه علوم پزشکی شیراز                           | Journal of Advances in Medical Education and Professionalism        |
| انجمن حشره شناسی پزشکی ایران                       | Journal of Arthropod-Borne Diseases                                 |
| دانشگاه علوم پزشکی شیراز                           | Journal of Biomedical Physics and Engineering                       |
| دانشگاه علوم پزشکی تبریز                           | Journal of Cardiovascular and Thoracic Research                     |
| دانشگاه علوم پزشکی تبریز                           | Journal of Caring Sciences                                          |
| انجمن چشم‌ پزشکی ایران                              | Journal of Current Ophthalmology                                    |
| دانشگاه علوم پزشکی تبریز                           | Journal of Dental Research, Dental Clinics, Dental prospects        |
| دانشگاه علوم پزشکی شیراز                           | Journal of Dentistry, Shiraz University of Medical Sciences         |
| دانشگاه علوم پزشکی تهران                           | Journal of Diabetes and Metabolic Disorders                         |
| دانشگاه علوم پزشکی اصفهان                          | Journal of Education and Health Promotion                           |
| انجمن علمی بهداشت محیط ایران                       | Journal of Environmental Health Science and Engineering             |
| دانشگاه علوم پزشکی تهران                           | Journal of Family and Reproductive Health                           |
| دانشگاه علوم پزشکی کرمانشاه                        | Journal of Injury and Violence Research                             |
| دانشگاه علوم پزشکی شهید بهشتی                      | Journal of Lasers in Medical Sciences                               |
| دانشگاه علوم پزشکی تهران                           | Journal of Medical Ethics and History of Medicine                   |
| دانشگاه علوم پزشکی اصفهان                          | Journal of Medical Signals and Sensors                              |
| دانشگاه علوم پزشکی شهید بهشتی                      | Journal of Ophthalmic and Vision Research                           |
| جهاد دانشگاهی، پژوهشگاه فناوری های نوین علوم زیستی | Journal of Reproduction and Infertility                             |
| دانشگاه علوم پزشکی همدان                           | Journal of Research in Health Sciences                              |
| دانشگاه علوم پزشکی اصفهان                          | Journal of Research in Medical Sciences                             |
| دانشگاه علوم پزشکی اصفهان                          | Journal of Research in Pharmacy Practice                            |
| دانشگاه علوم پزشکی ایران                           | Medical Journal of Islamic Republic of Iran                         |
| انجمن متخصصین گوارش و کبد ایران                    | Middle East Journal of Digestive Diseases                           |
| مرکز آموزش عالی وارستگان مشهد                      | Reports of Biochemistry and Molecular Biology                       |
| دانشگاه علوم پزشکی اصفهان                          | Research in Pharmaceutical Sciences                                 |
| دانشگاه علوم پزشکی شهید بهشتی                      | Tanaffos                                                            |
| دانشگاه علوم پزشکی تهران                           | The Journal of Tehran University Heart Center                       |
| دانشگاه علوم پزشکی شهید بهشتی                      | Urology Journal                                                     |
| علی منافی                                          | World Journal of Plastic Surgery                                    |